# Örs landskommun, Småland
Örs landskommun var en tidigare kommun i Kronobergs län.

## Administrativ historik
Landskommunen inrättades i Örs socken i Allbo härad i Småland när 1862 års kommunalförordningar trädde i kraft 1863. Den upphörde vid kommunreformen 1952, då den gick upp i Moheda landskommun. Sedan 1971 tillhör området Växjö kommun.